# Wiktor Saweljewitsch Onopko
Wiktor Saweljewitsch Onopko (russisch Виктор Савельевич Онопко; * 14. Oktober 1969 in Luhansk, Ukrainische SSR, Sowjetunion) ist ein ehemaliger sowjetischer und russischer Fußballspieler.

## Werdegang
Sein erstes Länderspiel bestritt er am 29. April 1992 in Moskau im Spiel gegen England für die Mannschaft der GUS, für die er noch 3 weitere Spiele bei der Euro 92 bestritt. Obwohl er auf Grund seines Geburtsortes auch für die Ukraine spielen konnte, entschied er sich nach der Aufspaltung der Sowjetunion für Russland. Er nahm für Russland an den Weltmeisterschaften 1994 und 2002 und der Euro 96 teil. Onopko gehörte auch zum vorläufigen Kader für die Euro 2004, konnte aber auf Grund einer Verletzung nicht teilnehmen. 1993 und 1994 wurde er zu Russlands Fußballer des Jahres gewählt.
Onopko war bis zum 8. September 2015 Rekordnationalspieler Russlands.

## Erfolge
- Russischer Meister: 1992, 1993, 1994
- Russischer Pokalsieger: 1992, 1994
- Fußballer des Jahres in Russland: 1993, 1994